# Psychologie sportu
Psychologie sportu je obor aplikované psychologie, který se zabývá tréninkem, výkonností sportovce, osobností trenéra apod. Začala se rozvíjet od 50. let 20. století. Zabývá se i studiem vztahu specifických dispozic sportovce ke sportovnímu výkonu, zabývá se analýzou předpokladů úspěšného výkonu.